# Platynus myrmecodes
Platynus myrmecodes är en skalbaggsart som beskrevs av Horn. Platynus myrmecodes ingår i släktet Platynus och familjen jordlöpare. Inga underarter finns listade i Catalogue of Life.